# Скоробогатов Костянтин Васильович
Костянтин Васильович Скоробогатов (рос. Константин Васильевич Скоробогатов; 1887—1969) — радянський російський актор театру і кіно, театральний режисер. Лауреат Державної премії СРСР (1941, 1948, 1949, 1950, 1951). Народний артист СРСР (1953).

## Біографічні відомості
З 1905 року виступав на сценах аматорських театрів петербурзьких околиць. У 1917—1918 рр. — актор Петроградського театру Павлової «Привал комедіантів».
У 1918—1920 рр. — актор і режисер Саратовського губернського театру (нині Саратовський академічний театр драми імені І. А. Слонова), в 1920—1922 — Самарського міського театру, в 1922—1925 — Ленінградського театру ім. А. В. Луначарського при Путіловському заводі, у 1925—1926 — Іркутського міського «Червоного театру» .
У 1926—1927 рр.— актор Ленінградського театру Будівельників, в 1928—1935 — Великого драматичного театру (нині — імені Г. О. Товстоногова).
З 1936 р. працював у Ленінградському театрі драми ім. О. С. Пушкіна.
Грав у фільмах: «Пугачов» (1937), «Небесний тихохід» (1945), «Пирогов» (1947, Державна премія СРСР, 1948), «Олександр Попов» (1948), «Бєлінський» (1951), «Гаряче серце» (1953), «Герої Шипки» (1954), «Дорога правди» (1956), «Таланти і шанувальники» (1956) та ін.
Знявся в українській кінокартині «Киянка» (1958, робітник заводу «Арсенал» Матвій Степанович).
Помер 28 липня 1969 р.